# Ylöjärvi
Ylöjärvi är en finländsk stad i landskapet Birkaland. Ylöjärvi har 33 533 invånare och en yta på 1 324,14 km². Närheten till grannkommunen Tammerfors har medfört att Ylöjärvis invånarantal snabbt har ökat. Kommunen är enspråkigt finsk.
År 2007 inlemmades grannkommunen Viljakkala och 2009 också Kuru. I kommunen finns fyra tätorter: Kuru kyrkoby, Takamaa, Vastamäki och Viljakkala kyrkoby, samt delar av tätorterna Kyrofors och Tammerfors centraltätort.

## Geografi
I Ylöjärvi finns 393 insjöar som tillsammans täcker 15,8 % av kommunens yta. De största sjöarna är Näsijärvi, Karhejärvi och Kuusjärvi.

## Politik

### Mandatfördelning i Ylöjärvi stad, valen 1976–2021
| 11 | 10 |  | 3 |  | 2 | 7 |

| 9 | 10 | 4 |  |  | 10 |

| 6 | 10 |  | 2 |  | 2 | 13 |

| 11 | 12 | 2 |  | 4 | 13 |

| 10 | 14 | 4 | 3 | 2 | 10 |

| 9 | 14 | 3 | 5 |  | 11 |

| 8 | 13 | 2 | 3 | 7 |  | 9 |

| 6 | 13 | 2 | 2 | 6 | 2 | 12 |

| 26 | 17 |

| 6 | 13 | 4 |  |  | 11 |  | 14 |

| 29 | 22 |

| 4 | 11 | 4 | 9 | 8 |  | 13 |

| 33 | 18 |

| 5 | 10 | 8 | 6 | 7 | 3 | 12 |

| 27 | 24 |

| 3 | 10 | 5 | 13 | 5 | 3 | 12 |

| 30 | 21 |

### Vänorter
Ylöjärvi har följande vänorter:
- Arvika, Sverige
- Kongsvinger, Norge
- Skive, Danmark
- Saku, Estland
- Kareda, Estland
- Saare, Estland
- Balatonföldvár, Ungern
- Vysjnij Volotjok, Ryssland

## Befolkningsutveckling
| Befolkningsutvecklingen i Ylöjärvi stad 1975–2020                                                            | Befolkningsutvecklingen i Ylöjärvi stad 1975–2020 | Befolkningsutvecklingen i Ylöjärvi stad 1975–2020 | Befolkningsutvecklingen i Ylöjärvi stad 1975–2020 | Befolkningsutvecklingen i Ylöjärvi stad 1975–2020 |
| --- | ------------------------------------------------- | ------------------------------------------------- | ------------------------------------------------- | ------------------------------------------------- |
| |                                                   |                                                   |                                                   |                                                   |
| År |                                                   |                                                   | Folkmängd                                         |                                                   |
| 1975 | 1975                                              |                                                   | 16 710                                            |                                                   |
| 1980 | 1980                                              |                                                   | 18 013                                            |                                                   |
| 1985 | 1985                                              |                                                   | 21 316                                            |                                                   |
| 1990 | 1990                                              |                                                   | 23 434                                            |                                                   |
| 1995 | 1995                                              |                                                   | 24 223                                            |                                                   |
| 2000 | 2000                                              |                                                   | 25 299                                            |                                                   |
| 2005 | 2005                                              |                                                   | 27 876                                            |                                                   |
| 2010 | 2010                                              |                                                   | 30 500                                            |                                                   |
| 2015 | 2015                                              |                                                   | 32 738                                            |                                                   |
| 2020 | 2020                                              |                                                   | 33 352                                            |                                                   |
| Anm: Uppgifterna avser förhållandena den 31 december nämnda år enligt områdesindelningen den 1 januari 2022. |                                                   |                                                   |                                                   |                                                   |

## Kultur

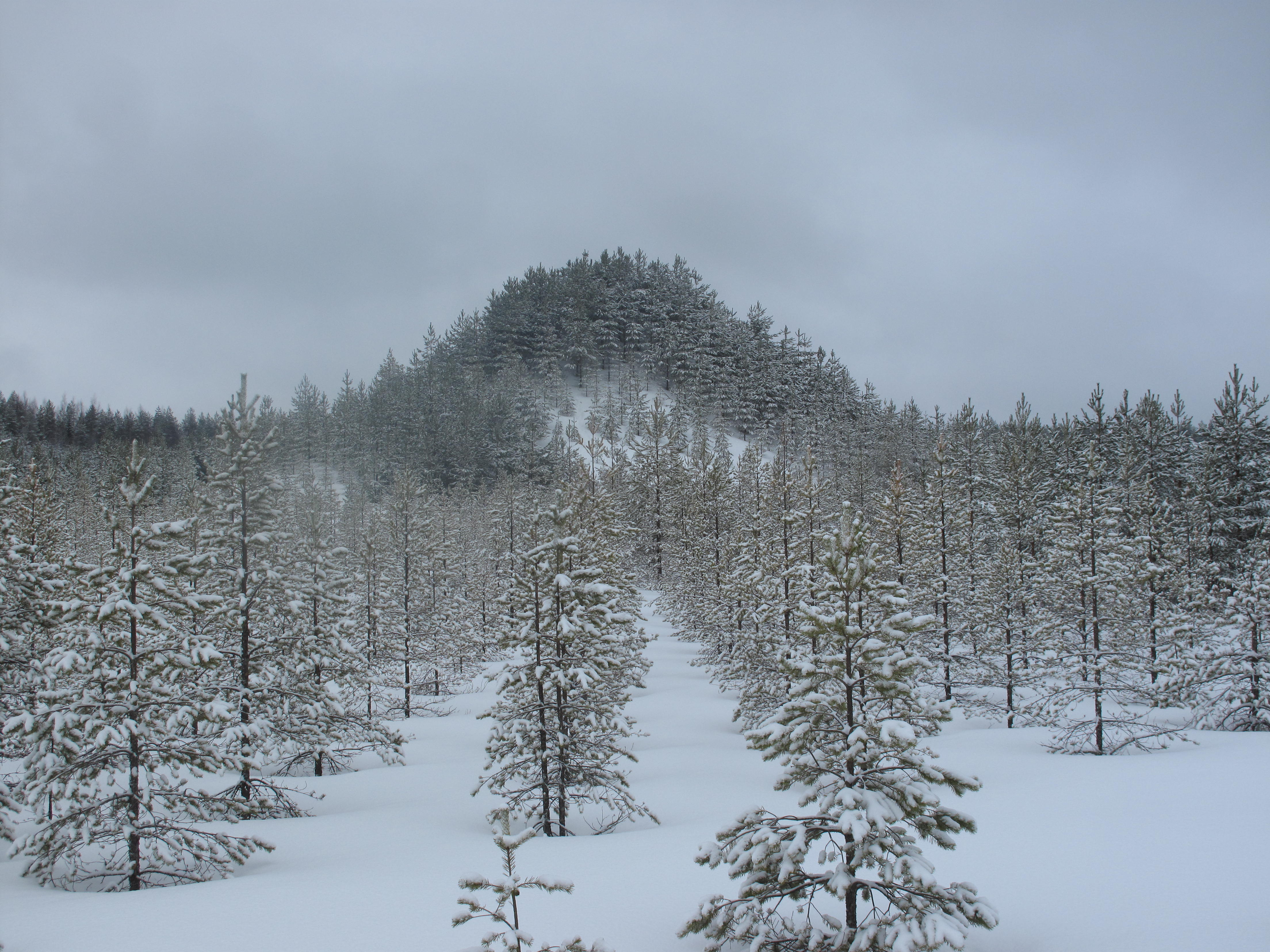
Tree Mountain av Agnes Denes

I stadens utkant, i ett tidigare sandtag, finns jordkonstverket Tree Mountain av Agnes Denes från 1996.
Finlands kyltekniska museum grundades 1986 av företagaren Paavo Suominen som 1946 hade grundat företaget Huurre Oy i Ylöjärvi och som samlat föremål med kylteknisk anknytning. Museet berättar om den finländska kylindustrins historia från upptagning av sjöisblock till den senaste tekniken. Museet är det enda i sitt slag i Finland.